# 關家炳
關家炳，字堯文，號羹素，廣東廣州府南海縣人，明朝政治人物、賜特用進士出身。
於府學時，學行靜篤、動履端凝，在諸生中巋然具碩望，為文不事追琢。崇禎三年中舉人，授南京戶部司務廳司務。崇禎十三年中殿試乙榜賜特用出身，陞戶部主事，監督糧稅，祇恪稱職，於公事之餘讀書賦詩，戶部尚書張慎言讚其文而靜，最其讀禮。甲申之變後南歸，杜門咄咄書空忠孝，節義之氣勃然皆見於詩。出殯之日，鄉里哀悼，所遺圖書外，別無餘物。